# Pierwomajskoje (obwód lipiecki)
Pierwomajskoje (ros. Первомайское) – wieś (sieło) w Rosji, w obwodzie lipieckim, w rejonie lew-tołstowskim. W 2010 liczyła 577 mieszkańców.